# Gustaf Adolf Björkman
Det finns andra personer med liknande namn, se Gustav Björkman, samt Anders Gustaf Björkman.
Gustaf Adolf Björkman (i riksdagen kallad Björkman i Norrköping), född 17 juni 1871 i Stockholm, död 12 september 1941 i Norrköping, var en svensk borgmästare och riksdagsman (högern). Han var son till landshövdingen Carl Björkman.
Efter mogenhetsexamen i Gävle 1889 inskrevs Björkman vid Uppsala universitet samma år och blev 1895 juris utriusque kandidat. Han var hovrättsråd 1909–1910 och var från 1911 borgmästare i Norrköping. I riksdagen var han ledamot av andra kammaren 1921–1932 (först invald i Norrköpings och Linköpings valkrets, från 1922 invald i Östergötlands läns valkrets) och därefter ledamot av första kammaren 1933–1940. Han skrev i riksdagen 52 egna motioner företrädesvis om administrativa och juridiska frågor, till exempel åtgärder mot allmänfarliga arbetsnedläggelser (1921) och "förslag till lag angående för statens säkerhet och ordningen i landet farliga sammanslutningar' (1940). Björkman är begravd på Norra begravningsplatsen utanför Stockholm.